# Фестиваль казахстанского кино во Франции

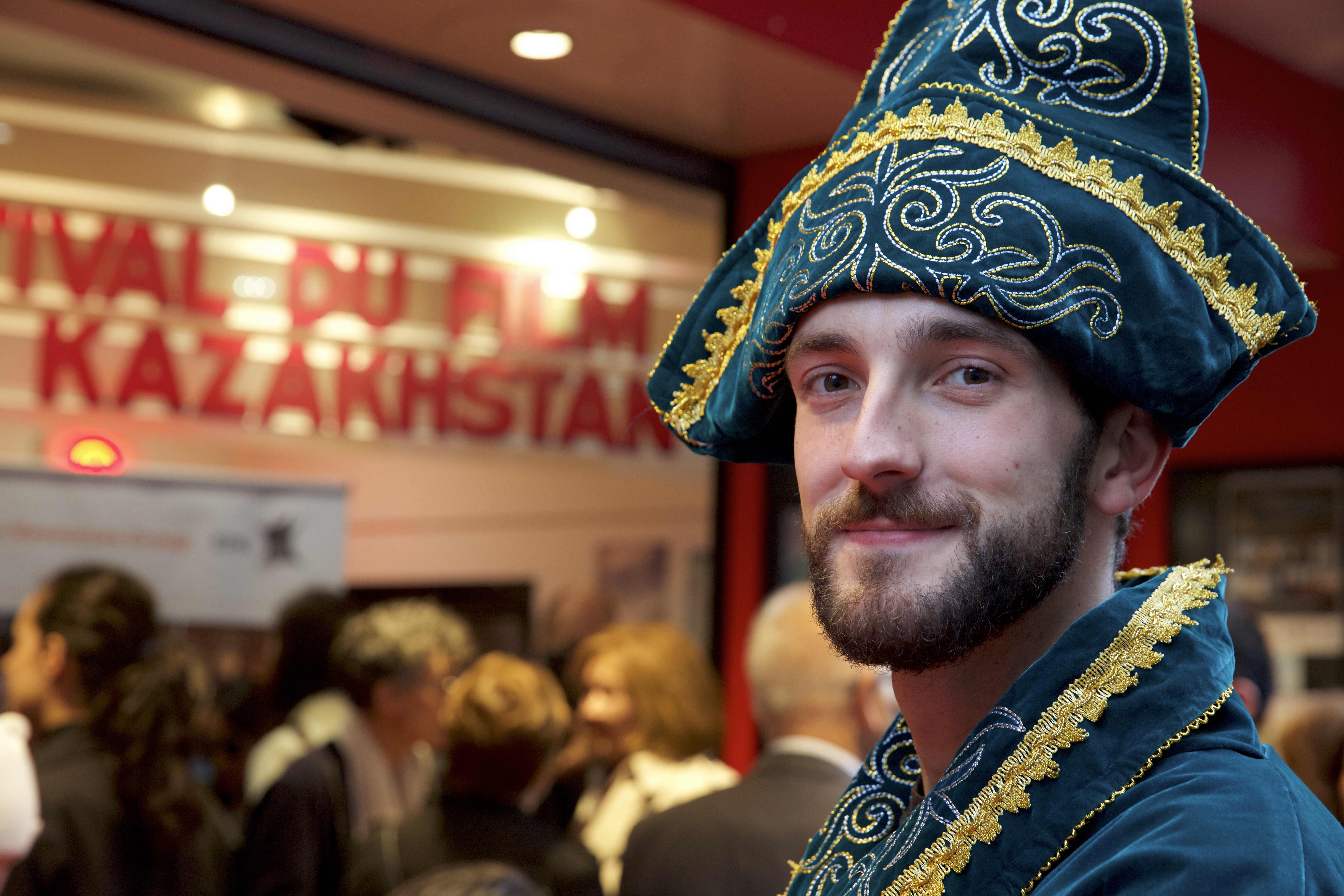
Церемония открытия Фестиваля казахского кино в Париже

Фестиваль казахстанского кино — ежегодное культурное мероприятие, созданное с целью продвижения казахского кино в Европе, в особенности среди франкоязычной аудитории. Фестиваль был основан в 2019 году после победы Самал Еслямовой на Каннском кинофестивале в 2018 году, где она получила приз за лучшую женскую роль за исполнение главной роли в фильме Айка режиссера Сергея Дворцового. Это событие стало поворотным моментом для казахского кинематографа, что вдохновило Андре Рафаэля Иванова на создание Французской ассоциации казахского кино (AFCK).
Французская ассоциация казахского кино начала свою деятельность с организации кинопоказов и других культурных мероприятий, посвящённых продвижению казахских кинематографистов во Франции, что ознаменовало рождение фестиваля. С тех пор фестиваль стал важным событием для любителей казахского кино, способствуя продвижению независимых авторов и восстановлению культурного наследия казахского кино.

## История
• 2018: Самал Еслямова получает премию за лучшую женскую роль на Каннском кинофестивале за фильм Айка Сергея Дворцового. Это событие стало поворотным моментом для казахского кинематографа и вдохновило на создание Французской ассоциации казахского кино.
• 2019: Основание Французской ассоциации казахского кино (AFCK) и организация первого фестиваля казахстанского кино в Париже.
• 2021: Интернационализация фестиваля с показами и мероприятиями в Бельгии и Люксембурге. Празднование 30-летия независимости Казахстана под патронажем города Париж.

## Организация
Фестиваль казахстанского кино во Франции управляется художественным комитетом, назначаемым Французской ассоциации казахского кино при поддержке компании ERG. Жюри, в состав которого входят профессионалы киноиндустрии из Казахстана и Европы, присуждает несколько почетных премий. 

## Места проведения
Фестиваль казахстанского кино во Франции преимущественно проводится в Париже, но также охватывает и другие крупные города, такие как Лион, Труа, Нант, Бордо, Монпелье и Канны. Он также выходит на международный уровень, проводя показы и мероприятия в таких странах, как Бельгия, Люксембург, Швейцария, Германия, Польша, Испания, Великобритания, Нидерланды, а также в Марокко и Камеруне. Благодаря этим партнёрствам фестиваль расширяет свои горизонты и предоставляет уникальную возможность познакомиться с казахским кинематографом.

## Послы
С момента создания фестиваля его послами стали три личности:
• Самал Еслямова - актриса, лауреат приза за лучшую женскую роль в фильме Айка на Каннском кинофестивале 2018;
• Сергей Дворцовой - режиссер, лауреат премии Особый взгляд на Каннском кинофестивале 2008 за фильм Тюльпан;
• Андре Рафаэль Иванов - продюсер, художественный агент, кастинг-директор, международный отборщик фильмов на кинофестивале, основатель фестиваля, занимающий должность генерального директора.

## Партнерства и мероприятия
Фестиваль развил несколько крупных партнерств, что усилило его видимость и влияние. Среди важнейших событий фестиваля стоит отметить ретроспективу Дарежана Омирбаева во Французской синематеке, а также специальную программу в Кинофоруме Франции (Forum des Images). Также были организованы показы в Мэрии Парижа и в штаб-квартире ЮНЕСКО, укрепившие его статус важного культурного события на международной арене.
В дополнение к основным мероприятиям, Фестиваль казахстанского кино во Франции на протяжении всего года организует:
- специальные кинопоказы;
- лекции и обсуждения;
- мастер-классы и сценарные резиденции;
- профессиональные встречи для представителей аудиовизуальной индустрии.

## Реставрация и наследие
В 2020 году Французская ассоциация казахского кино запустила программу по реставрации и оцифровке «Золотой коллекции» классических фильмов казахского кино. Проект реализуется в сотрудничестве со студией «Казахфильм» и включает демонстрацию отреставрированных лент с переводом на французский язык.

## Международное сотрудничество
Программа совместного финансирования, реализуемая Государственным центром поддержки национального кино Казахстана и Французской ассоциации казахстанского кино, ежегодно оказывает поддержку ряду проектов в области совместного кинопроизводства. Она направлена на развитие сотрудничества между франкоязычными странами и казахстанскими режиссёрами, продюсерами или организациями, продвигающими казахскую культуру во Франции и за её пределами.

## Программа

### Первый кинофестиваль
Первый кинофестиваль казахстанского кино прошел в Париже в сентябре 2019 года, организованный Французской ассоциацией казахстанского кино.

#### Фильмы
- Амре реж. Джефф Веспа
- Айка реж. Сергей Дворцевой
- Олма Джон реж. Виктория Якубова
- Хранитель реж. Ермек Турсунов
- Казахское Ханство реж. Рустем Абдрашев
- Киелi би реж. Дана Муса и Александр Мёрфи
- Кунанбай реж. Досхан Жолжаксынов
- Дорога к матери реж. Акан Сатаев
- Тренинг личностного роста реж. Фархат Шарипов
- Музбалак реж. Турдыбек Майдан, Тлек Толеугазы

### Второй кинофестиваль
Из-за пандемии COVID-19 второй кинофестиваль казахстанского кино проходил в онлайн формате в период с 16 декабря 2020 года по 4 января 2021 года.

#### Фильмы
- Амангельды реж. Моисей Левин
- Песни Абая реж. Григорий Рошаль и Ефим Арон
- Наш милый доктор реж. Шакен Айманов
- Меня зовут Кожа реж. Абдулла Карсакбаев
- Тревожное утро реж. Абдулла Карсакбаев
- Песнь о Маншук реж. Мажит Бегалин
- Кыз-Жибек реж. Султан-Ахмет Ходжиков
- Конец атамана реж. Шакен Айманов
- Лютый реж. Толомуш Океев
- Транссибирский экспресс реж. Эльдор Уразбаев
- Соленая река детства реж. Абдулла Карсакбаев
- Гибель Отрара реж. Ардак Амиркулов
- Жизнеописание юного аккордеониста реж. Сатыбалды Нарымбетов

### Третий кинофестиваль
С 9 по 16 декабря 2021 года в Париже, Страсбурге, Брюсселе и Люксембурге прошел третий кинофестиваль казахстанского кино.

#### Фильмы
- Томирис реж. Акана Сатаев
- Алла — восточная жемчужина Dior реж. Берлин Иришев
- История цивилизации реж. Жаннат Алшанова
- Желтая кошка реж. Адильхан Ержанов
- Уроки казахского реж. Ермек Шинарбаев
- Так сложились звезды реж. Сергей Снежкин
- Аманат реж. Сатыбалды Нарымбетов

- Конокрады. Дороги времени реж. Ерлан Нурмухамбетов, Лиза Такеба
- Джамбул реж. Ефим Дзиган
- Культегин реж. Адай Абельдинов

### Четвертый кинофестиваль
Проведение четвертого фестиваля казахстанского кино назначено на период с 27 по 30 октября 2022 года в Париже, Страсбурге, Брюсселе, Люксембурге и Женеве.

#### Фильмы
- Паралимпиец реж. Алдияр Байракимов
- Последний сеанс реж. Дарежан Омирбаев
- Огонь реж. Айжан Касымбек
- Тюльпан реж. Сергей Дворцевой
- Возвращение Зои реж. Адильхан Ержанов
- Инфинити реж. Тьерри Пуаро
- Тарлан реж. Юлия Захарова
- Рассвет Великой Степи реж. Акан Сатаев

### Пятый кинофестиваль (2023)
С 29 ноября по 2 декабря 2023 года прошёл пятый Фестиваль казахстанского кино. Казахстанское кино было показано, не только в Париже, но и в таких городах, как Монпелье, Нант и Макон, а также в Бельгии, Люксембурге, Нидерландах, Австрии, Германии, Польше, Великобритании, Марокко и Камеруне.

#### Фильмы
- Кыз-Жибек реж. Султан-Ахмет Ходжиков
- Бакыт реж. Аскар Узабаев
- Горный Лук реж. Эльдар Шибанов
- Слепая любовь по сценарию Дениса Тена
- Безумный Карим реж. Анель Сарсембаева
- Дос-Мукасан реж. Айдын Сахаман

### Шестой кинофестиваль (2024)
Шестое издание фестиваля, прошедшее с 9 по 16 октября 2024 года, было посвящено творчеству режиссёра казахской новой волны Дарежана Омирбаева.

#### Фильмы
- Кайрат реж. Дарежан Омирбаев
- Дорога реж. Дарежан Омирбаев
- Аксак Кулан реж. Амен Хайдаров
- Студент реж. Дарежан Омирбаев
- Киллер реж. Дарежан Омирбаев
- Кардиограмма реж. Дарежан Омирбаев
- Шуга реж. Дарежан Омирбаев
- Шильде (Июль) реж. Дарежан Омирбаев
- Последний сеанс реж. Дарежан Омирбаев
- Поэт реж. Дарежан Омирбаев
- Меня зовут Кожа реж. Абдулла Карсакбаев